# Copelatus andreinii
Copelatus andreinii är en skalbaggsart som beskrevs av Régimbart 1905. Copelatus andreinii ingår i släktet Copelatus och familjen dykare. Inga underarter finns listade i Catalogue of Life.